# Rhithrogena sartorii
Rhithrogena sartorii is een haft uit de familie Heptageniidae. De wetenschappelijke naam van de soort is voor het eerst geldig gepubliceerd in 2011 door Zrelli & Boumaiza.
De soort komt voor in het Palearctisch gebied.